# Hà Sơn Bình
Hà Sơn Bình là một tỉnh từng tồn tại ở Miền Bắc Việt Nam từ ngày 27 tháng 12 năm 1975 đến 12 tháng 8 năm 1991 trên cơ sở sáp nhập hai tỉnh Hà Tây và Hòa Bình.

## Địa lý
Tỉnh Hà Sơn Bình có vị trí địa lý:
- Phía bắc giáp tỉnh Vĩnh Phú
- Phía đông bắc giáp thủ đô Hà Nội
- Phía đông giáp tỉnh Hải Hưng
- Phía đông nam giáp tỉnh Hà Nam Ninh
- Phía nam giáp tỉnh Thanh Hóa
- Phía tây giáp tỉnh Sơn La.

## Lịch sử
Khi hợp nhất, tỉnh Hà Sơn Bình có 24 đơn vị hành chính cấp huyện trực thuộc, bao gồm 3 thị xã: Hà Đông, Sơn Tây, Hòa Bình và 21 huyện: Ba Vì, Chương Mỹ, Đà Bắc, Đan Phượng, Hoài Đức, Kim Bôi, Kỳ Sơn, Lạc Sơn, Lạc Thủy, Lương Sơn, Mai Châu, Mỹ Đức, Phú Xuyên, Phúc Thọ, Quốc Oai, Tân Lạc, Thạch Thất, Thanh Oai, Thường Tín, Ứng Hòa, Yên Thủy. Tỉnh lỵ đặt tại thị xã Hà Đông.
Ngày 29 tháng 12 năm 1978, cùng với hai huyện Mê Linh, Sóc Sơn của tỉnh Vĩnh Phú, hai thị xã Hà Đông, Sơn Tây và 5 huyện Đan Phượng, Hoài Đức, Ba Vì, Phúc Thọ, Thạch Thất cùng một số xã thuộc huyện Quốc Oai, Chương Mỹ, Thanh Oai, Thường Tín thuộc tỉnh Hà Sơn Bình được nhập vào thủ đô Hà Nội theo nghị quyết của kỳ họp thứ 4 Quốc hội khóa VI. Tuy nhiên, trên thực tế, thị xã Hà Đông vẫn thuộc tỉnh Hà Sơn Bình và là tỉnh lỵ. Tỉnh còn 2 thị xã: Hà Đông, Hòa Bình và 16 huyện: Chương Mỹ, Đà Bắc, Kim Bôi, Kỳ Sơn, Lạc Sơn, Lạc Thủy, Lương Sơn, Mai Châu, Mỹ Đức, Phú Xuyên, Quốc Oai, Tân Lạc, Thanh Oai, Thường Tín, Ứng Hòa, Yên Thủy, với diện tích 5.978 km², dân số 1.569.000 người (1981).
Ngày 27 tháng 3 năm 1984, thành lập thị trấn Xuân Mai thuộc huyện Chương Mỹ trên cơ sở tách một phần diện tích và dân số của xã Thủy Xuân Tiên.
Ngày 6 tháng 9 năm 1986, thành lập thị trấn Phú Xuyên, thị trấn huyện lỵ huyện Phú Xuyên trên cơ sở giải thể xã Liên Hòa và thành lập thị trấn Phú Minh thuộc huyện Phú Xuyên trên cơ sở tách thôn Nhố Tống và xóm trại của thôn Văn Minh thuộc xã Văn Nhân.
Ngày 19 tháng 3 năm 1988, thành lập thị trấn Tế Tiêu, thị trấn huyện lỵ huyện Mỹ Đức trên cơ sở tách thôn Tế Tiêu của xã Đại Nghĩa; hành lập thị trấn Thường Tín, thị trấn huyện lỵ huyện Thường Tín trên cơ sở tách phố Ga của xã Văn Bình; thôn Trần Phú của xã Văn Phú; phố Vồi, chợ Vồi của xã Hà Hồi.
Ngày 23 tháng 12 năm 1988, thành lập thị trấn Quốc Oai, thị trấn huyện lỵ huyện Quốc Oai trên cơ sở giải thể xã Hoàng Ngô.
Ngày 26 tháng 12 năm 1990, thành lập thị trấn Chúc Sơn, thị trấn huyện lỵ huyện Chương Mỹ trên cơ sở tách một phần diện tích và dân số của hai xã Ngọc Sơn, Ngọc Hòa. Huyện Chương Mỹ có 2 thị trấn và 37 xã. Huyện Mỹ Đức có 1 thị trấn và 22 xã. Huyện Phú Xuyên có 2 thị trấn và 26 xã. Huyện Quốc Oai có 1 thị trấn và 15 xã. Huyện Thường Tín có 1 thị trấn và 28 xã.
Ngày 12 tháng 8 năm 1991, kỳ họp thứ 9 Quốc hội khóa VIII ra nghị quyết chia tỉnh Hà Sơn Bình để tái lập tỉnh Hà Tây và tỉnh Hòa Bình. Đồng thời, trả thị xã Sơn Tây và 5 huyện: Đan Phượng, Hoài Đức, Ba Vì, Phúc Thọ, Thạch Thất của thủ đô Hà Nội về tỉnh Hà Tây quản lý. Cũng trong năm này, huyện Mê Linh của Hà Nội chuyển trở về tỉnh Vĩnh Phú (từ năm 1997 thuộc tỉnh Vĩnh Phúc) quản lý.
- Tỉnh Hà Tây gồm 2 thị xã: Hà Đông, Sơn Tây và 12 huyện: Ba Vì, Chương Mỹ, Đan Phượng, Hoài Đức, Mỹ Đức, Phú Xuyên, Phúc Thọ, Quốc Oai, Thạch Thất, Thanh Oai, Thường Tín, Ứng Hòa.
- Tỉnh Hòa Bình gồm thị xã Hòa Bình và 9 huyện: Đà Bắc, Kim Bôi, Kỳ Sơn, Lạc Sơn, Lạc Thủy, Lương Sơn, Mai Châu, Tân Lạc, Yên Thủy.[4]

Ngày 12 tháng 12 năm 2001, huyện Kỳ Sơn chia thành 2 huyện: Kỳ Sơn và Cao Phong.
Ngày 8 tháng 1 năm 2004, sáp nhập thị trấn Tế Tiêu và xã Đại Nghĩa để thành lập thị trấn Đại Nghĩa thuộc huyện Mỹ Đức, tỉnh Hà Tây.
Ngày 27 tháng 10 năm 2006, thành lập thành phố Hòa Bình trên cơ sở toàn bộ diện tích và dân số của thị xã Hòa Bình.
Ngày 27 tháng 12 năm 2006, thành lập thành phố Hà Đông trên cơ sở toàn bộ diện tích và dân số của thị xã Hà Đông.
Ngày 2 tháng 8 năm 2007, thành lập thành phố Sơn Tây trên cơ sở toàn bộ diện tích và dân số của thị xã Sơn Tây.
Từ 1 tháng 8 năm 2008, cùng với huyện Mê Linh của tỉnh Vĩnh Phúc, toàn bộ diện tích, dân số của tỉnh Hà Tây và 4 xã thuộc huyện Lương Sơn, tỉnh Hòa Bình được sáp nhập vào Thủ đô Hà Nội. Từ đây, chính thức giải thể tỉnh Hà Tây. Ngày 8 tháng 5 năm 2009, thành phố Hà Đông trở thành quận Hà Đông trực thuộc thủ đô Hà Nội, thành phố Sơn Tây trở thành thị xã Sơn Tây trực thuộc thủ đô Hà Nội. Đồng thời, điều chỉnh lại địa giới các huyện Quốc Oai và Thạch Thất, sáp nhập thêm 4 xã Đông Xuân, Tiến Xuân, Yên Bình, Yên Trung thuộc huyện Lương Sơn, tỉnh Hòa Bình.
Ngày 17 tháng 12 năm 2019, Ủy ban thường vụ Quốc hội ban hành Nghị quyết số 830/NQ-UBTVQH14 về việc sắp xếp các đơn vị hành chính cấp huyện, cấp xã thuộc tỉnh Hòa Bình (nghị quyết có hiệu lực từ ngày 1 tháng 1 năm 2020). Theo đó, sáp nhập toàn bộ diện tích và dân số của huyện Kỳ Sơn vào thành phố Hòa Bình.

## Hành chính
Khi hợp nhất, tỉnh Hà Sơn Bình có 24 đơn vị hành chính cấp huyện trực thuộc, bao gồm 3 thị xã: Hà Đông, Sơn Tây, Hòa Bình và 21 huyện: Ba Vì, Chương Mỹ, Đà Bắc, Đan Phượng, Hoài Đức, Kim Bôi, Kỳ Sơn, Lạc Sơn, Lạc Thủy, Lương Sơn, Mai Châu, Mỹ Đức, Phú Xuyên, Phúc Thọ, Quốc Oai, Tân Lạc, Thạch Thất, Thanh Oai, Thường Tín, Ứng Hòa, Yên Thủy. Tỉnh lỵ đặt tại thị xã Hà Đông.
Trước khi giải thể vào năm 1991, tỉnh Hà Sơn Bình có 18 đơn vị hành chính cấp huyện trực thuộc,bao gồm 2 thị xã: Hà Đông (tỉnh lỵ), Hòa Bình và 16 huyện: Chương Mỹ, Đà Bắc, Kim Bôi, Kỳ Sơn, Lạc Sơn, Lạc Thủy, Lương Sơn, Mai Châu, Mỹ Đức, Phú Xuyên, Quốc Oai, Tân Lạc, Thanh Oai, Thường Tín, Ứng Hòa, Yên Thủy. Ngày 29 tháng 12 năm 1978, cùng với hai huyện Mê Linh, Sóc Sơn của tỉnh Vĩnh Phú, hai thị xã Hà Đông, Sơn Tây và 5 huyện Đan Phượng, Hoài Đức, Ba Vì, Phúc Thọ, Thạch Thất cùng một số xã thuộc huyện Quốc Oai, Chương Mỹ, Thanh Oai, Thường Tín thuộc tỉnh Hà Sơn Bình được nhập vào thủ đô Hà Nội theo nghị quyết của kỳ họp thứ 4 Quốc hội khóa VI).